# María Isabel Díaz
María Isabel Díaz Pérez (29 de mayo de 1961) es una educadora de párvulos, doctora en educación y política chilena, militante del Partido Socialista (PS).
Luego de la creación de la Subsecretaría de Educación Parvularia en 2015, la presidenta Michelle Bachelet la nombró como la primera subsecretaria de esta repartición, asumiendo el cargo hasta el 11 de marzo de 2018. Se desempeñó nuevamente en la titularidad de dicho puesto entre marzo y septiembre de 2022, bajo el gobierno del presidente Gabriel Boric.

## Biografía
Hija del escritor y diplomático Humberto Díaz Casanueva, ganador del Premio Nacional de Literatura en 1971.
Obtuvo su título de Educadora de Párvulos en la Universidad de Chile, más tarde un magíster en Educación en la Universidad Metropolitana de Ciencias de la Educación y luego obtuvo su doctorado en Educación en la Universidad de Granada, España. Es especialista en desarrollo curricular y en diseño de políticas públicas para primera infancia, trabajó en el Ministerio de Educación por más de diez años como Coordinadora de Currículum Nivel Educación Parvularia.
Durante su trayectoria profesional, se ha desempeñado como académica en carreras de pedagogía en distintas instituciones de educación superior; consultora nacional e internacional en el campo curricular, evaluativo y didáctico;
Entre el 2011 y 2012 fue directora académica de EducaUCinicial.
Fue directora de la carrera de Educación Parvularia de la Universidad Alberto Hurtado hasta ser nombrada como asesora del Ministerio de Educación en el inicio el segundo gobierno de Michelle Bachelet, y luego asumió como la encargada del área de educación parvularia del Ministerio de Educación, para liderar el trabajo técnico y legislativo del fortalecimiento de este nivel.
El año 2014 asumió como asesora del Ministro de Educación para temas de educación parvularia.
En 2015, luego de la creación de la subsecretaría de educación parvularia, es nombrada como la primera subsecretaria de esa repartición.
El 8 de septiembre, Boric efectuó cambios en la titularidad de seis subsecretarías de Estado, entre las cuales estaba la de Educación Parvularia, siendo sustituida por la independiente, Claudia Lagos.